# Grande Prêmio do Japão de 1993
Resultados do Grande Prêmio do Japão de Fórmula 1 realizado em Suzuka em 24 de outubro de 1993. Décima quinta etapa da temporada, foi vencido pelo brasileiro Ayrton Senna, da McLaren-Ford.

## Resumo
- A corrida ficou marcada por uma briga entre o brasileiro Ayrton Senna e o norte-irlandês Eddie Irvine, que estreava na categoria. Após a corrida, Senna ficou revoltado devido a um incidente ocorrido entre ele e Irvine. Revoltado, o brasileiro partiu para a briga e deu um soco no rosto do irlandês. Felizmente, nenhum deles ficou ferido, mas a marca da mão do brasileiro ficou no capacete que Irvine usou naquela corrida.[3]
- Primeiro pódio de Mika Häkkinen.
- Primeira corrida do francês Jean-Marc Gounon na categoria. Ele ocupou o lugar do brasileiro Christian Fittipaldi na Minardi.
- Foi também a primeira corrida de Toshio Suzuki. Ele entrou na vaga do francês Philippe Alliot na equipe Larrousse.
- Rubens Barrichello conquistou seus primeiros pontos na Fórmula 1.

## Classificação

### Treinos classificatórios
| Pos.   | Nº | Piloto             | Construtor            | Q1       | Q2       | Diferença |
| ------ | -- | ------------------ | --------------------- | -------- | -------- | --------- |
| 1      | 2  | Alain Prost        | Williams-Renault      | 1:38.587 | 1:37.154 | —         |
| 2      | 8  | Ayrton Senna       | McLaren-Ford          | 1:38.942 | 1:37.284 | + 0.130   |
| 3      | 7  | Mika Häkkinen      | McLaren-Ford          | 1:38.813 | 1:37.326 | + 0.162   |
| 4      | 5  | Michael Schumacher | Benetton-Ford         | 1:38.589 | 1:37.530 | + 0.376   |
| 5      | 28 | Gerhard Berger     | Ferrari               | 1:39.024 | 1:37.622 | + 0.468   |
| 6      | 0  | Damon Hill         | Williams-Renault      | 1:38.979 | 1:38.352 | + 1.198   |
| 7      | 9  | Derek Warwick      | Footwork-Mugen/Honda  | 1:41.086 | 1:38.780 | + 1.626   |
| 8      | 15 | Eddie Irvine       | Jordan-Hart           | 1:41.018 | 1:38.966 | + 1.812   |
| 9      | 10 | Aguri Suzuki       | Footwork-Mugen/Honda  | 1:41.380 | 1:39.278 | + 2.124   |
| 10     | 6  | Riccardo Patrese   | Benetton-Ford         | 1:40.748 | 1:39.291 | + 2.137   |
| 11     | 30 | J. J. Lehto        | Sauber                | 1:40.346 | 1:39.391 | + 2.237   |
| 12     | 14 | Rubens Barrichello | Jordan-Hart           | 1:41.624 | 1:39.426 | + 2.272   |
| 13     | 3  | Ukyo Katayama      | Tyrrell-Yamaha        | 1:40.963 | 1:39.511 | + 2.357   |
| 14     | 27 | Jean Alesi         | Ferrari               | 1:39.535 | 2:44.132 | + 2.381   |
| 15     | 25 | Martin Brundle     | Ligier-Renault        | 1:41.543 | 1:39.951 | + 2.797   |
| 16     | 29 | Karl Wendlinger    | Sauber                | 1:41.367 | 1:40.153 | + 2.999   |
| 17     | 26 | Mark Blundell      | Ligier-Renault        | 1:41.278 | 1:40.696 | + 3.542   |
| 18     | 4  | Andrea de Cesaris  | Tyrrell-Yamaha        | 1:41.480 | 1:40.696 | + 3.542   |
| 19     | 12 | Johnny Herbert     | Lotus-Ford            | 1:41.488 | 3:41.040 | + 4.334   |
| 20     | 11 | Pedro Lamy         | Lotus-Ford            | 1:43.165 | 1:41.600 | + 4.446   |
| 21     | 20 | Erik Comas         | Larrousse-Lamborghini | 1:43.483 | 1:41.769 | + 4.615   |
| 22     | 24 | Pierluigi Martini  | Minardi-Ford          | 1:42.388 | 1:41.989 | + 4.835   |
| 23     | 19 | Toshio Suzuki      | Larrousse-Lamborghini | 1:44.562 | 1:42.175 | + 5.021   |
| 24     | 23 | Jean-Marc Gounon   | Minardi-Ford          | 1:46.782 | 1:43.812 | + 6.658   |
| Fonte: |    |                    |                       |          |          |           |

### Corrida
| Pos.   | Nº | Piloto             | Construtor            | Voltas | Tempo/Diferença | Grid | Pontos |
| ------ | -- | ------------------ | --------------------- | ------ | --------------- | ---- | ------ |
| 1      | 8  | Ayrton Senna       | McLaren-Ford          | 53     | 1:40:27.912     | 2    | 10     |
| 2      | 2  | Alain Prost        | Williams-Renault      | 53     | + 11.435        | 1    | 6      |
| 3      | 7  | Mika Häkkinen      | McLaren-Ford          | 53     | + 26.129        | 3    | 4      |
| 4      | 0  | Damon Hill         | Williams-Renault      | 53     | + 1:23.538      | 6    | 3      |
| 5      | 14 | Rubens Barrichello | Jordan-Hart           | 53     | + 1:35.101      | 12   | 2      |
| 6      | 15 | Eddie Irvine       | Jordan-Hart           | 53     | + 1:46.421      | 8    | 1      |
| 7      | 26 | Mark Blundell      | Ligier-Renault        | 52     | + 1 volta       | 17   |        |
| 8      | 30 | J. J. Lehto        | Sauber                | 52     | + 1 volta       | 11   |        |
| 9      | 25 | Martin Brundle     | Ligier-Renault        | 51     | + 2 voltas      | 15   |        |
| 10     | 24 | Pierluigi Martini  | Minardi-Ford          | 51     | + 2 voltas      | 22   |        |
| 11     | 12 | Johnny Herbert     | Lotus-Ford            | 51     | + 2 voltas      | 19   |        |
| 12     | 19 | Toshio Suzuki      | Larrousse-Lamborghini | 51     | + 2 voltas      | 23   |        |
| 13     | 11 | Pedro Lamy         | Lotus-Ford            | 49     | Acidente        | 20   |        |
| 14     | 9  | Derek Warwick      | Footwork-Mugen/Honda  | 48     | Colisão         | 7    |        |
| Ret    | 6  | Riccardo Patrese   | Benetton-Ford         | 45     | Acidente        | 10   |        |
| Ret    | 28 | Gerhard Berger     | Ferrari               | 40     | Motor           | 5    |        |
| Ret    | 10 | Aguri Suzuki       | Footwork-Mugen/Honda  | 28     | Spun off        | 9    |        |
| Ret    | 23 | Jean-Marc Gounon   | Minardi-Ford          | 26     | Retirou-se      | 24   |        |
| Ret    | 3  | Ukyo Katayama      | Tyrrell-Yamaha        | 26     | Motor           | 13   |        |
| Ret    | 29 | Karl Wendlinger    | Sauber                | 25     | Motor           | 16   |        |
| Ret    | 20 | Erik Comas         | Larrousse-Lamborghini | 17     | Motor           | 21   |        |
| Ret    | 5  | Michael Schumacher | Benetton-Ford         | 10     | Colisão         | 4    |        |
| Ret    | 27 | Jean Alesi         | Ferrari               | 7      | Motor           | 14   |        |
| Ret    | 4  | Andrea de Cesaris  | Tyrrell-Yamaha        | 0      | Colisão         | 18   |        |
| Fonte: |    |                    |                       |        |                 |      |        |

## Tabela do campeonato após a corrida
| Pos.   | Piloto             | Pontos |
| ------ | ------------------ | ------ |
| 1      | Alain Prost        | 93     |
| 2      | Damon Hill         | 65     |
| 3      | Ayrton Senna       | 63     |
| 4      | Michael Schumacher | 52     |
| 5      | Riccardo Patrese   | 20     |
| Fonte: |                    |        |

| Pos    | Equipe           | Pontos |
| ------ | ---------------- | ------ |
| 1      | Williams-Renault | 158    |
| 2      | McLaren-Ford     | 74     |
| 3      | Benetton-Ford    | 72     |
| 4      | Ferrari          | 23     |
| 5      | Ligier-Renault   | 22     |
| Fonte: |                  |        |

- Nota: Somente as primeiras cinco posições estão listadas e os campeões da temporada surgem grafados em negrito.